# Aeródromo de Benabarre

i8
i11
i13
Der Aeródromo de Benabarre ist ein Flugplatz im spanischen Gemeindegebiet der Stadt Benabarre in der Provinz Huesca.
Der Flugplatz liegt rund zehn Kilometer südlich von Benabarre, unmittelbar in der Nähe der Abzweigung der  Nationalstraße N-230 und N-240. Am Ende der westlichen Piste befinden sich ein Hangar, das Clubhaus mit Flugleitung und die Tankstelle. Betreiber des Aeródromos ist das Ayuntamiento de Benabarre und der Club de Vuelo Albatros de Benabarre. Die Towerfrequenz ist 122,475 MHz.

## Trivia
Im Jahre 2011 wurde die gesamte Piste mit einem neuen Asphaltbelag versehen. Der Flugplatz ist für Flugzeuge mit einem Höchstabfluggewicht von 5,7 Tonnen unter Sichtflugbedingungen (VFR) zugelassen. 